# Lenguas criollas de base portuguesa

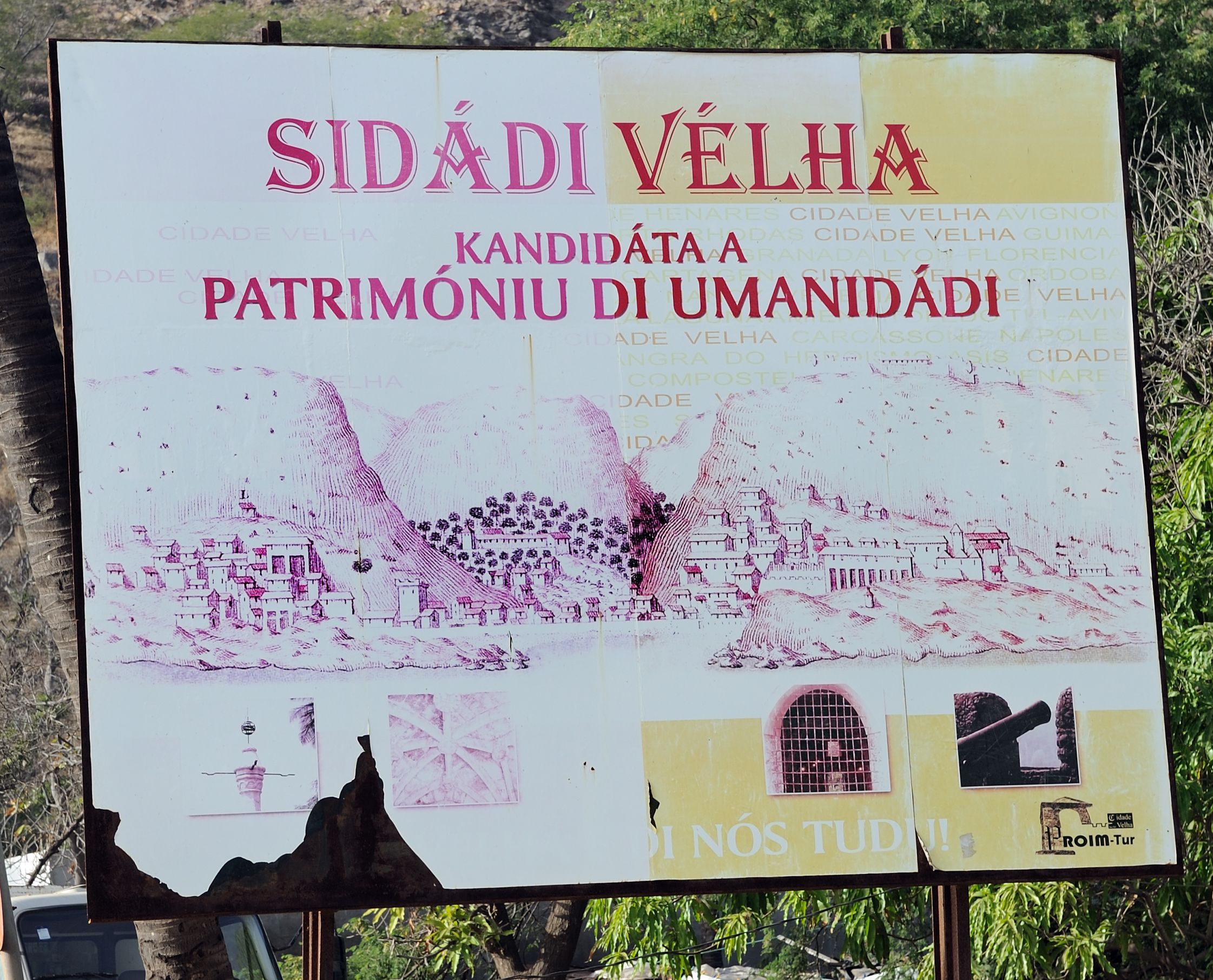
El criollo caboverdiano utilizado en una presentación en Cidade Velha, Cabo Verde

Las lenguas criollas portuguesas son lenguas criollas con un origen derivado del léxico portugués. El criollo caboverdiano, el criollo de Guinea-Bisáu y el papiamento son los idiomas criollos de base portuguesa con más hablantes.

## Origen
La exploración portuguesa durante los siglos XV y XVI resultó en el establecimiento del imperio portugués, con puestos comerciales, fuertes y colonias en África, Asia y América. El contacto entre la lengua portuguesa y las lenguas nativas dio lugar a muchos pidgins de base portuguesa, utilizados como lenguas francas por toda la esfera de influencia portuguesa.
Hasta hace poco, las lenguas criollas se consideraban dialectos "degenerados" del portugués que no merecían atención. Como consecuencia, existe poca documentación sobre los detalles de su formación. Desde el siglo XX, el aumento del estudio de los idiomas criollos por parte de los lingüistas ha resultado en el avance de varias teorías. La teoría monogenética de los pidgins asume que un idioma pidgin basado en portugués, denominado pidgin portugués de África occidental, se hablaba entre los siglos XV y XVIII en los fuertes establecidos por los portugueses en la costa de África occidental. Según esta teoría, esta variedad pudo haber sido el punto de partida de todas las lenguas pidgin y criollas. Esto puede explicar hasta cierto punto la existencia de elementos léxicos portugueses en muchos criollos, y explicaría las numerosas similitudes gramaticales compartidas por dichos idiomas, como por ejemplo la preposición na, que significa "en" que vendría de la contracción portuguesa na, que significa "en la".

### Origen del nombre
La palabra portuguesa que significa "criollo" es crioulo, que deriva del verbo criar (mismo significado en castellano y portugués) y un sufijo -oulo de origen discutido. Originalmente, la palabra se usaba para distinguir a la gente nacida y criada en las colonias, sin importar su etnia, de los que nacían en su tierra natal. En África, a menudo se aplicaba a la gente nacida localmente de ascendencia portuguesa (total o parcial), a diferencia de la gente nacida en Portugal; mientras que en Brasil también se utilizaba para distinguir a los afrodescendientes nacidos localmente de los que habían sido traídos de África como esclavos.
Sin embargo, con el tiempo este sentido genérico se perdió, y la palabra crioulo y sus derivados (como "criollo" y sus equivalentes en otros idiomas) llegaron a referirse a varias comunidades específicas de la Alta Guinea y sus idiomas: el pueblo guineano y su idioma criollo, el pueblo caboverdiano y su idioma kriolu, idiomas que hasta hoy en día permanecen lenguas francas en sus países.

## Lista concisa
- Alta guinea
  - Criollo caboverdiano : uso vigoroso, islas de Cabo Verde.
  - Criollo de Guinea-Bisáu : uso vigoroso. Lingua franca en Guinea-Bisáu, también hablada en Casamance, Senegal. Número de hablantes creciente.
  - Papiamento :[1] Idioma oficial en Aruba, Bonaire y Curaçao. Aunque se encuentra en el Caribe, pertenece a esta familia lingüística. Tiene un número de hablantes creciente.
- Golfo de guinea
  - Angolar : Un sustrato pesado de Kimbundu, hablado en la isla de Santo Tomé, Santo Tomé y Príncipe.
  - Annobonés : Uso vigoroso. Hablado en la isla de Annobón, Guinea Ecuatorial
  - Forro : Forro se está convirtiendo en el lenguaje de las redes sociales. Hablado en la isla de Santo Tomé, Santo Tomé y Príncipe.
  - Principense : Casi extinta. Hablado en Isla Príncipe, Santo Tomé y Príncipe.
- Indo-portugués
  - Indo-portugués
    - Indo-portugués
    - Malabar : portugués de Sri Lanka, agrupando portugués de Sri Lanka, portugués de Battilocan, indoportugués de Malabar. Hablado en las ciudades costeras de Sri Lanka y Malabar, India.

  - Indoportugués del norte
    - Portugués de Daman y Diu, hablado en Dadra y Nagar Haveli y Daman y Diu, India. (antigua descreolización)
    - Korlai Indo-Portugués, hablado en Korlai, India.
- Sudeste Asiatico
  - Macao : Hablado en Macao y Hong Kong, China. (antigua descreolización)
  - malayo-portugués
    - Kristang : hablado en Malasia y comunidades de emigrantes en Singapur y Perth, Australia Occidental.
    - Português de Bidau : extinto.

## África

### La alta guinea
Los idiomas criollos de base portugueses más antiguos son los crioulos o kriolus de la Alta Guinea, nacidos alrededor de los asentamientos portugueses a lo largo de la costa noroeste de África. El kriolu es la lengua materna de la mayoría de los habitantes de Cabo Verde. En Guinea-Bisáu el kriol se utiliza como lingua franca entre aquellos sin lengua en común y es la lengua materna de una población creciente. Constan de tres idiomas:
- Criollo de Guinea (Kriol) : lengua franca de Guinea-Bisáu, también hablada en Casamance, Senegal y Gambia.
- Criollo caboverdiano (kriolu, kriol) : un continuo dialectal en las islas de Cabo Verde.
- Papiamento (Papiamentu), hablado en Aruba, Bonaire y Curaçao.

### El golfo de guinea
Otro grupo de idiomas criollos se habla en el Golfo de Guinea, en Santo Tomé y Príncipe y Guinea Ecuatorial.
- Angolar (Ngola, N'góla) : en las zonas costeras de la isla de Santo Tomé.
- Annobonese (Fa d'Ambu) : en la isla de Annobón.
- Forro :[2] en Santo Tomé.
- Principense (Lunguyê) (casi extinto): en la Isla Príncipe.
- Portugués de Tongas (Português dos Tongas): variedad del criollo caboverdiano que se habla en Santo Tomé y Príncipe.[3]

Es probable que muchos otros idiomas criollos de base portuguesa existieron en las antiguas feitorias portuguesas en el Golfo de Guinea, y también en la región del Congo.[cita requerida]

### Pidgins portugueses
Los pidgins portugueses todavía existen en Angola y Mozambique .[cita requerida]

## El sur de Asia

### India
Los numerosos puestos de avanzada portugueses en India y Sri Lanka dieron origen a muchas lenguas criollas portuguesas, de las cuales solo unas pocas han sobrevivido hasta el presente. El grupo más grande eran las lenguas norteiro, habladas por el pueblo norteiro, el indo-portugués cristiano en el norte de Konkan. Esas comunidades estaban centradas en Baçaim, el moderno Vasai, que entonces se llamaba la "Corte del Norte de la India portuguesa" (en oposición a la "Corte del Sur" en Goa). Las lenguas criollas que se hablan en Baçaim, Salsete, Thana, Chevai, Mahim, Tecelaria, Dadar, Parel, Cavel, Bandora (actual Bandra), Gorai, Morol, Andheri, Versova, Malvan, Manori, Mazagão y Chaul ahora están extintas. Los únicos criollos de Norteiro que sobreviven son:
- Daman y Diu Criollo portugués : en Dadra y Nagar Haveli y Daman y Diu.
- Kristi : en Korlai, Maharashtra.

### Sri Lanka
Importantes criollos portugueses florecieron entre las comunidades burgher y kaffir de Sri Lanka:
- portugués de Sri Lanka: alrededor de Batticaloa y Trincomalee (burgueses portugueses) y Puttalam (cafres).

## El sudeste de Asia
Los primeros criollos portugueses de la región probablemente surgieron en el siglo XVI en Malaca, Malasia, así como en las Molucas. Después de la toma de esos lugares por parte de los holandeses en el siglo XVII, muchos hablantes de los criollos de esta región fueron llevados como esclavos a otras partes de Indonesia y a Sudáfrica, y varios de estos idiomas sobrevivieron hasta el siglo XIX y XX:
- Kristang (Cristão) : en Malaca (Malasia) y Singapur.
- Mardijker (extinguido en el siglo XIX): por el pueblo Mardijker de Batavia (Yakarta)
  - Papiá Tugu (extinto en 1978): en Kampung Tugu, Yakarta, Indonesia.
- Portugis (extinto alrededor de 1950): en las islas Ambon, Ternate y Minahasa, Indonesia
- Portugués de Bidau (extinto en la década de 1960): en el área de Bidau de Dili, Timor Oriental.

Los portugueses establecieron su presencia en la isla de Flores, Indonesia en el siglo XVI, principalmente en Larantuka y Sikka; pero el idioma criollo local, si lo hubo, no sobrevivió.[cita requerida]

### Macao
Los portugueses establecieron a Macao a mediados del siglo XVI. Allí se desarrolló Patua, un criollo de base portuguesa.
- Macao (Macaista, Patuá) : en Macao y, en menor medida, en Hong Kong.

## Sudamérica
Unos pocos idiomas criollos de base portuguesa se encuentran en América del Sur:
- El papiamento se habla en Aruba, Bonaire y Curaçao.
- El saramacan de Surinam.
- La cupópia de Brasil está casi extinta.

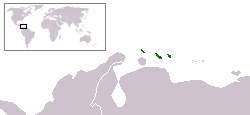
Ubicación de Aruba, Bonaire y Curaçao, donde se habla papiamento

El papiamento (hablado en Aruba, Bonaire y Curaçao en el Caribe) está estrechamente relacionado con los criollos de la Alta Guinea: el criollo de Guinea-Bissau y especialmente con el criollo caboverdiano. El papiamento tiene una base portuguesa, y también tiene influencia del castellano y del holandés.
No hay consenso con respecto a la posición del Saramaccan. Algunos investigadores lo clasifican como criollo de base portuguesa que fue relexificado con lexemas del inglés, pero según otros investigadores, el Saramaccan podría ser un criollo de base inglesa con palabras portuguesas, ya que su morfología y sintaxis es parecido al de los criollos surinameses Sranan, Ndyuka y Maroon), a pesar del alto porcentaje de palabras de origen portugués. Otros idiomas criollos de base inglesa de Surinam, como Paramaccan o Kwinti, también tienen influencias portuguesas.[cita requerida]
Aunque a veces clasificada como criolla, la lengua Cupópia del Quilombo do Cafundó, en Salto de Pirapora, São Paulo, descubierta en 1978 y hablada por menos de 40 personas como lengua secreta es mejor clasificada como una variedad del portugués ya que es estructuralmente similar al portugués, a pesar de tener una gran cantidad de palabras bantúes en su léxico. Para lenguas con estas características, HH do Couto creó la designación de anticriollo, que sería lo contrario de una lengua criolla, tal como lo ven las teorías de entrada no europeas (ie: criollos = gramática africana + léxico europeo; anticriollos = gramática europea + léxico africano).
Según algunos investigadores, hay un dialecto del portugués hablado en Helvecia, al sur de Bahía que presenta signos de descreolización. Antiguos criollos de base portuguesa originarios de África aún se conservan en los cantos rituales de las religiones animistas afrobrasileñas (Candomblé)[cita requerida].

### Brasil
Según algunos la lengua vernácula de Brasil (no el portugués brasileño oficial y estándar) resultó de la descreolización de un criollo de base portuguesa y las lenguas de los pueblos originarios de Brasil; pero esta no es una opinión ampliamente aceptada. El portugués brasileño vernáculo es continuo y mutuamente inteligible con el portugués europeo y, de hecho, bastante conservador en algunos aspectos. Especialistas académicos compilados por el lingüista Volker Noll afirman que los fenómenos lingüísticos brasileños son la "nativização", nativización /nativismo de forma más radicalmente románica. Los fenómenos en el portugués brasileño son herencia del latín clásico y del portugués antiguo. Esta no es una forma criolla, sino una forma románica radical. Independientemente de los préstamos y los cambios menores, se debe tener en cuenta que el portugués brasileño no es un criollo portugués, ya que tanto la gramática como el vocabulario siguen siendo portugueses "reales" y sus orígenes se remontan directamente al portugués europeo del siglo XVI. Algunos autores, como el sueco Parkvall, la clasifican como semicriollo en el concepto definido por Holm: una lengua semicriolla es una lengua que ha sufrido “una reestructuración parcial, produciendo variedades que nunca fueron totalmente pidginizadas y que conservan una parte sustancial de la estructura de sus lexificadores (...) al mismo tiempo que muestra un notable grado de reestructuración”. Sin embargo, académicos como Anthony Julius Naro y Maria Marta Pereira Scherre demostraron cómo todos los fenómenos que se encuentran en el portugués brasileño también se pueden encontrar en el portugués europeo moderno regional y en el portugués europeo de los años 1500 y 1600, como la poesía épica de Luís de Camões, así como otras lenguas romances como el occitano aranés, el francés, el italiano y el rumano, catalogando estos fenómenos como una deriva romance natural. El portugués brasileño vernáculo es una continuación del portugués europeo y su fonética es más conservadora en varios aspectos, caracterizando la nativización de una koiné formada por varias variaciones regionales del portugués europeo traídas a Brasil y su deriva natural.

### América del norte
También se han detectado rastros de un pidgin basado en portugués entre la población esclavizada en Nueva Holanda.